# USB Killer

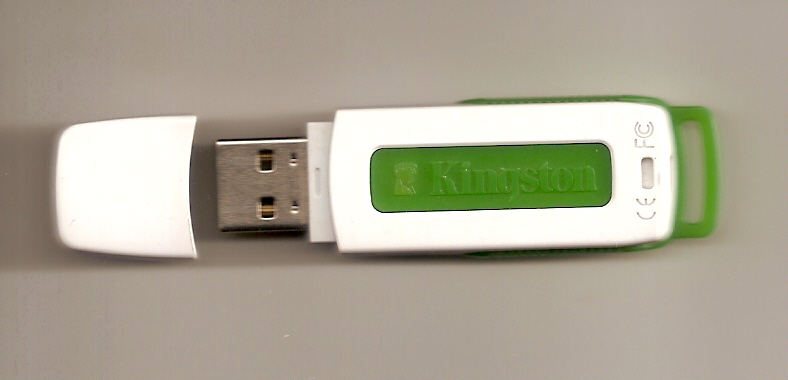
A placa lógica de um pendrive pode ser removida e substituída por um USB Killer

USB Killer é um dispositivo de segurança da informação USB, que pode conter um programa automático mal-intencionado (malware) com o propósito de desativar um sistema computacional, e/ou destruir circuitos eletrônicos conectados com a porta USB (curto-circuito), podendo ser usado para destruir evidências, e também pode ser usado como ferramenta de auxílio à segurança de informação para prevenir acesso a sistemas ou evitar vazamento de dados (um grande risco de privacidade digital).
Sua eficácia depende de uma série de fatores, como arquitetura do sistema atacado, meios de armazenamento da informação, existência de cópias de segurança, e capacidade técnica forense para a recuperação de dados. Logo após seu anúncio, dúvidas sugiram sobre a real capacidade de destruição de dados de um computador a partir do mecanismo, sendo mais provável a queima da porta o chipset southbridge, que é normalmente o responsável por controlar a comunicação USB, do que outros componentes como disco rígido ou CPU, que se encontram topologicamente mais distantes.
O conceito de pendrive "assassino" foi apresentado em 2015.

## História
Publicado originalmente em fevereiro de 2015 por um site russo, o dispositivo atraiu alguma atenção da mídia e curiosos tanto como uma promessa de ferramenta para salvaguardar a privacidade, como quanto uma prova de conceito de que não é confiável plugar um dispositivo USB de origem desconhecida em seu computador, por motivos que vão além de programas mal-intencionado (vírus ou malwares). Em outubro de 2015, uma segunda versão, a 2.0, foi lançada com um vídeo demonstrativo mostrando um notebook atacado pelo dispositivo deixar de funcionar em poucos segundos.
Uma campanha de financiamento coletivo no site de crowdfunding Indiegogo foi lançada com uma meta de dez mil dólares para a produção desse dispositivo. Em seguida, o USB Killer passou a ser vendido através de um site próprio.

## Funcionamento
Um computador fornece alimentação em 5 volts para os dispositivos conectados em suas portas USB. Ao ser plugado, o USB Killer eleva a tensão elétrica com um conversor CC/CC e armazena carga elétrica em um conjunto de capacitores operando em uma tensão elétrica elevada a 110 volts de corrente contínua até um certo patamar, que uma vez atingido, um transistor é fechado, descarregando o carga acumulada no capacitor para o computador. Este processo é repetido até o momento em que a porta USB ou outro circuito interno que tenha papel na alimentação da mesma seja danificado a tal ponto que os capacitores não sejam mais alimentados.